# باقرآباد (شال)
باقرآباد یک روستا در ایران است که در دهستان زین‌آباد شهرستان بوئین‌زهرا واقع شده‌است.